# Schlacht von Oeversee
Missunde • Königshügel • Danewerk • Schlei • Oeversee • Jütland • Vejle • Jasmund • Düppeler Schanzen • Fredericia • Helgoland • Alsen • Lundby • Nordfriesische Inseln
Die Schlacht von Oeversee (auch Schlacht bei Sankelmark) war ein Gefecht während des Deutsch-Dänischen Krieges von 1864.

## Verlauf
Die dänische Armee hatte bereits am Abend des 5. Februar 1864 während eines Schneesturmes mit einem Rückzug aus der Danewerk-Befestigungsanlage begonnen, was von der preußisch-österreichischen Armeeführung als Truppenbewegung wahrgenommen wurde. Am Morgen des 6. Februar 1864 gelang den preußischen Truppen unter Prinz Friedrich Karl von Preußen bei Arnis dann, wie von den Dänen erwartet, der Übergang über die Schlei und damit die Umgehung der Danewerk-Stellung. Der dänische Oberbefehlshaber Christian Julius de Meza befahl daraufhin den weiteren Rückzug, um eine Einkesselung seiner Truppen zu vermeiden.
Stunden später trafen zwischen den Dörfern Sankelmark und Oeversee, unweit von Flensburg, die mit den Preußen verbündeten nachstoßenden Österreicher vom VI. k.k. Armeekorps unter Feldmarschallleutnant von Gablenz auf den Feind. Die dänische 7. und die 8. Brigade der 3. Division von Generalmajor Peter Frederik Steinmann deckten als Nachhut den Rückzug und hatten sich, verstärkt durch Artillerie, in einer günstigen Verteidigungsposition verschanzt. Einen ersten Angriff der österreichischen Brigade unter Generalmajor Johann Karl von Nostitz konnte die dänische 7. Brigade von Oberstleutnant Max Müller unter hohen Verlusten abwehren. Nachdem für das im Gefecht stehende k.k. Jäger-Bataillon Nr. 9 Verstärkungen, einschließlich Artillerie, eingetroffen waren, erfolgte ein weiterer Frontalangriff durch das steirische Infanterie-Regiment Nr. 27 „König der Belgier“, der nach Anfangserfolgen zunächst stecken blieb. Erst nach einem erfolgreichen Umgehungsmanöver gelang es dem Regimentsführer Oberst Wilhelm von Württemberg, die verbissen kämpfenden Dänen in einem Bajonettangriff abzudrängen und schließlich zum Rückzug zu zwingen. Der hinhaltende Widerstand der Verteidiger hatte dem Gros der dänischen Armee jedoch mittlerweile wie geplant eine geordnete Absetzbewegung ermöglicht, so dass das Gefecht in strategischer Hinsicht einen Erfolg der Dänen darstellte.
Während des nur wenige Stunden dauernden Kampfes verloren die Österreicher 28 Offiziere und 403 einfache Soldaten, die Dänen, die auf der Flucht in schweres Artilleriefeuer gerieten, 18 Offiziere und 944 Soldaten. Die verwundeten Soldaten wurden im königlich dänisch privilegierten Historischen Krug in Oeversee, dem weltweit ersten Feldlazarett unter der Flagge des kurz zuvor gegründeten Roten Kreuzes, versorgt, der zugleich das Stabsquartier der Österreicher war.

## Gedenken
Am Ort der Schlacht befindet sich ein Denkmal. Einwohner des etwa zehn Kilometer entfernten Flensburg gedenken noch heute der Hilfe ihrer Bürger für die Verwundeten nach dem Gefecht in einem alljährlich von Flensburg-Martinsberg nach Oeversee stattfindenden „Oeversee-Marsch“.
Weil das im Gefecht hauptsächlich beteiligte Feldjäger-Bataillon Nr. 9 ebenso wie das k.k. Infanterie-Regiment Nr. 27 „König der Belgier“ seine Heimatgarnison in Graz hatte, gibt es in der Stadt eine Oeverseegasse und ein in dieser Gasse befindliches, 1902 gegründetes Oeversee-Gymnasium. Umgekehrt gibt es in Oeversee einen Grazer Platz. Auch im 15. Wiener Gemeindebezirk gibt es zur Erinnerung an diese Schlacht eine Oeverseestraße.

## Galerie

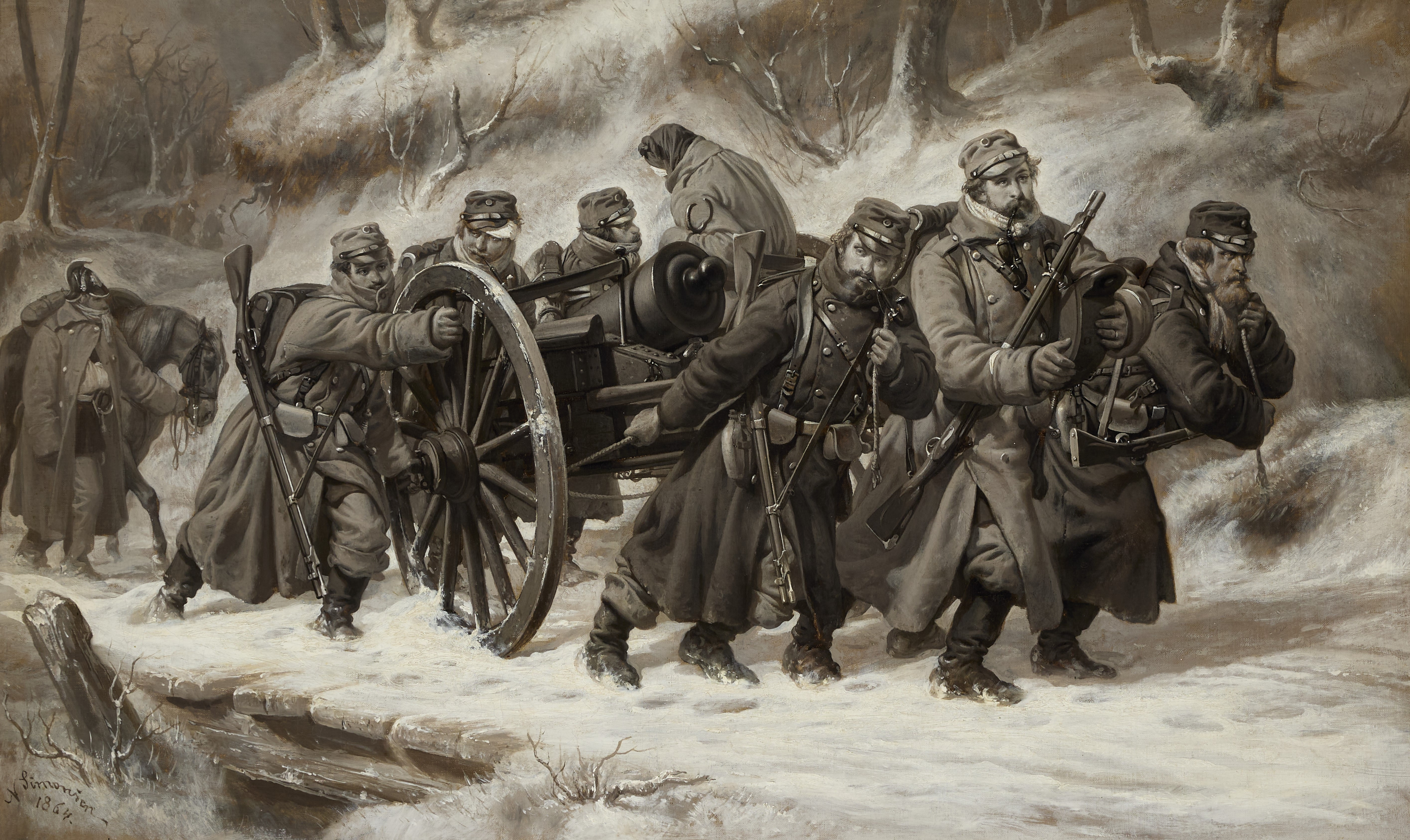
Rückzug der dänischen Truppen aus der Danewerk-Stellung
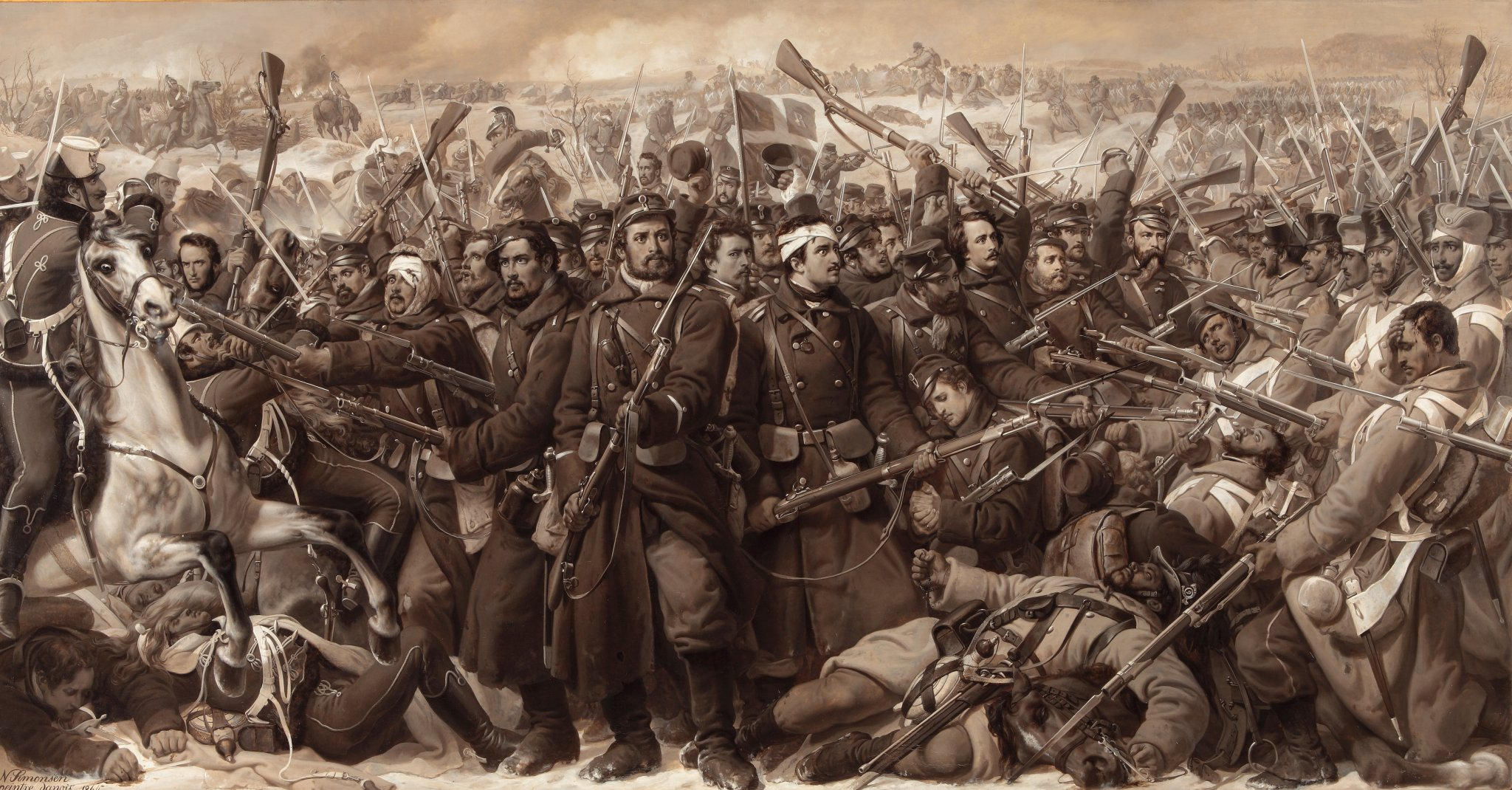
Zusammenstoß der dänischen Armee mit den Österreichern (heroisierende Darstellung)
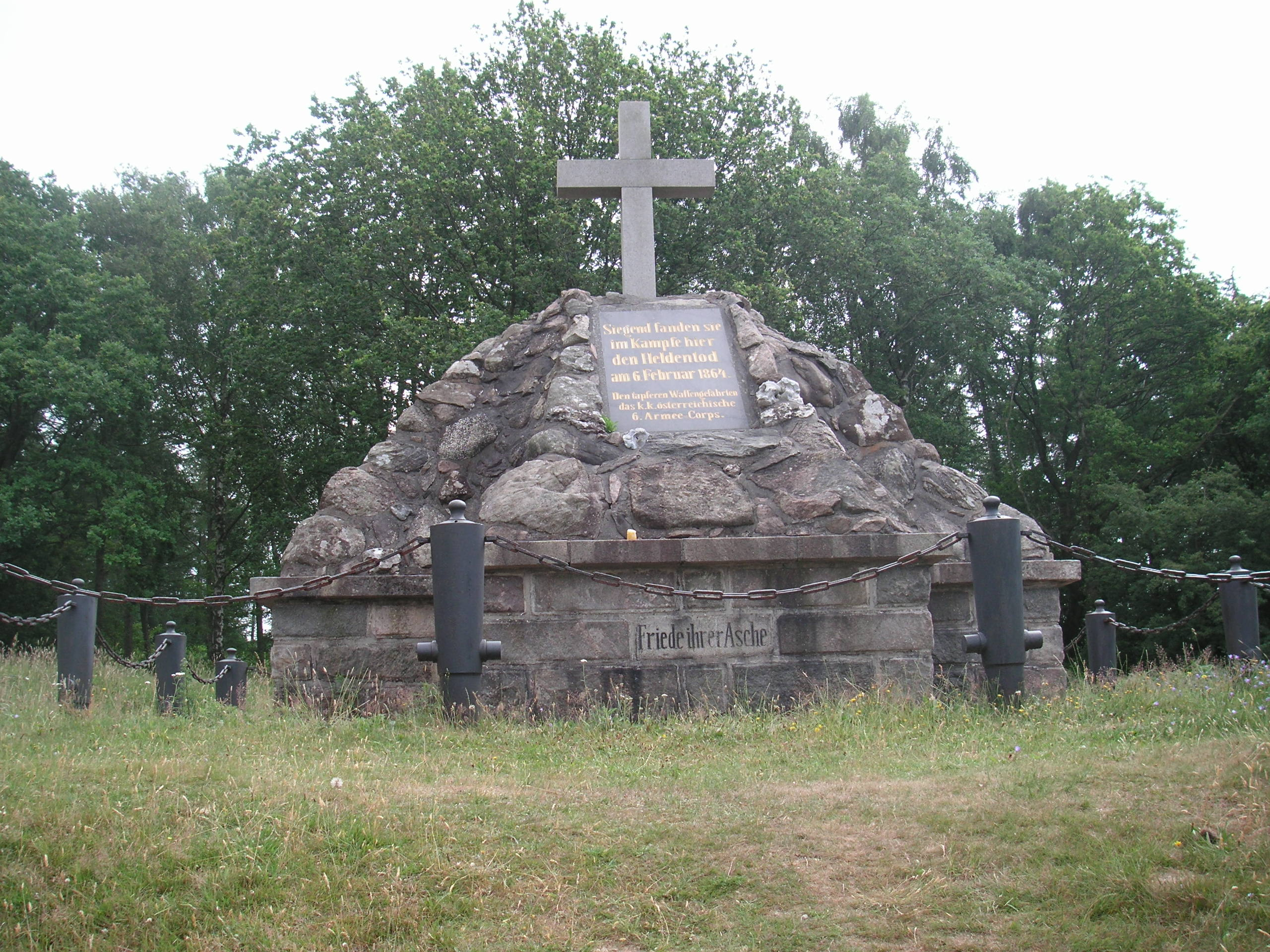
Das Österreicher-Denkmal in Oeversee
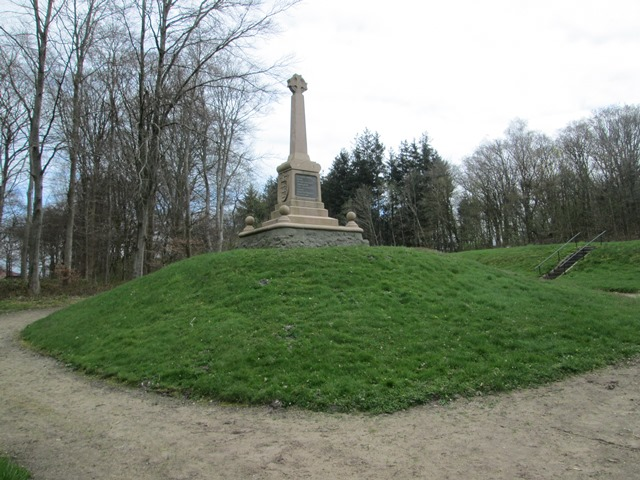
Das dänische Denkmal am Sankelmarker See gegenüber dem Österreicher-Denkmal
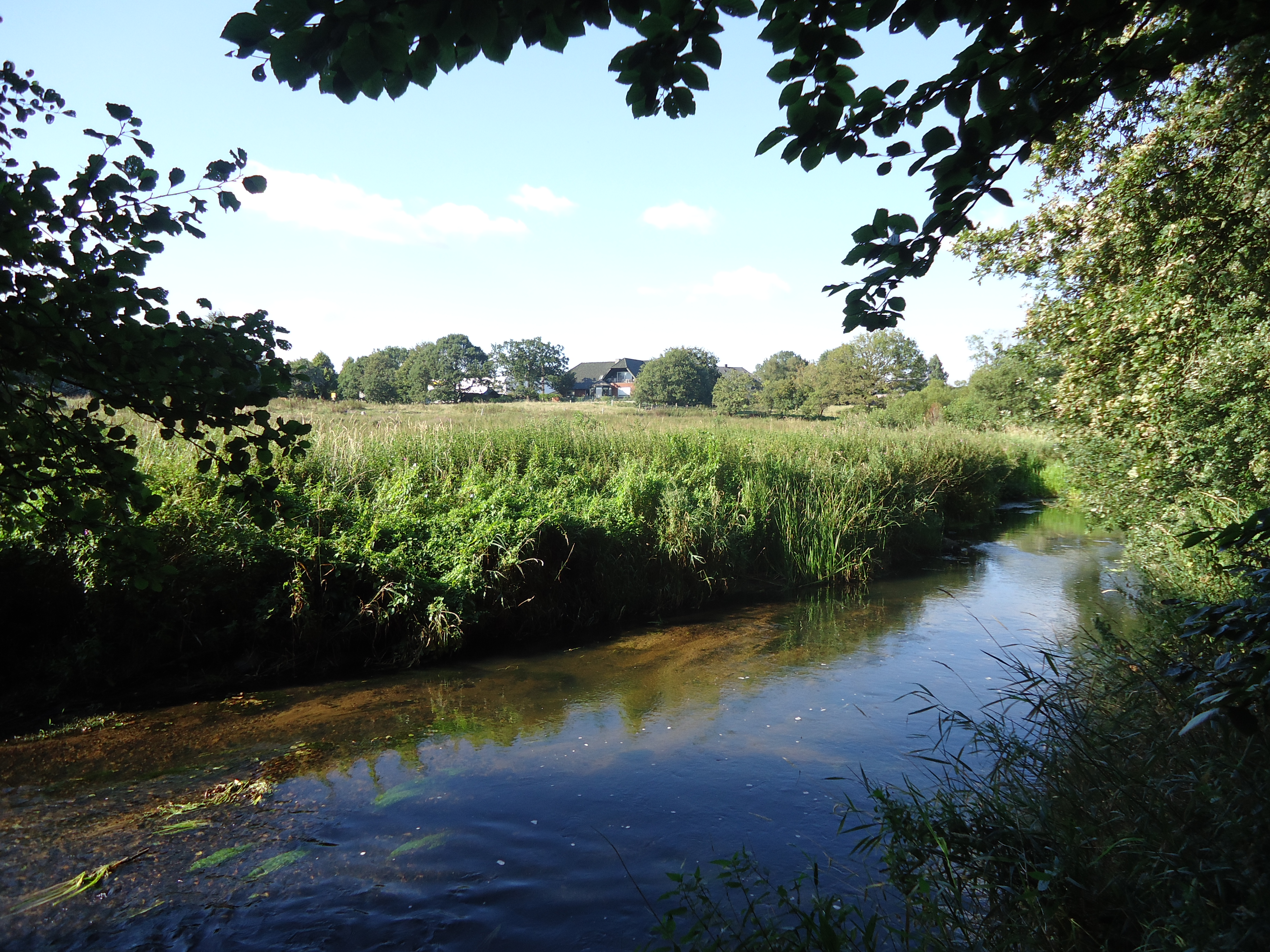
Blick auf das Schlachtfeld mit der Treene
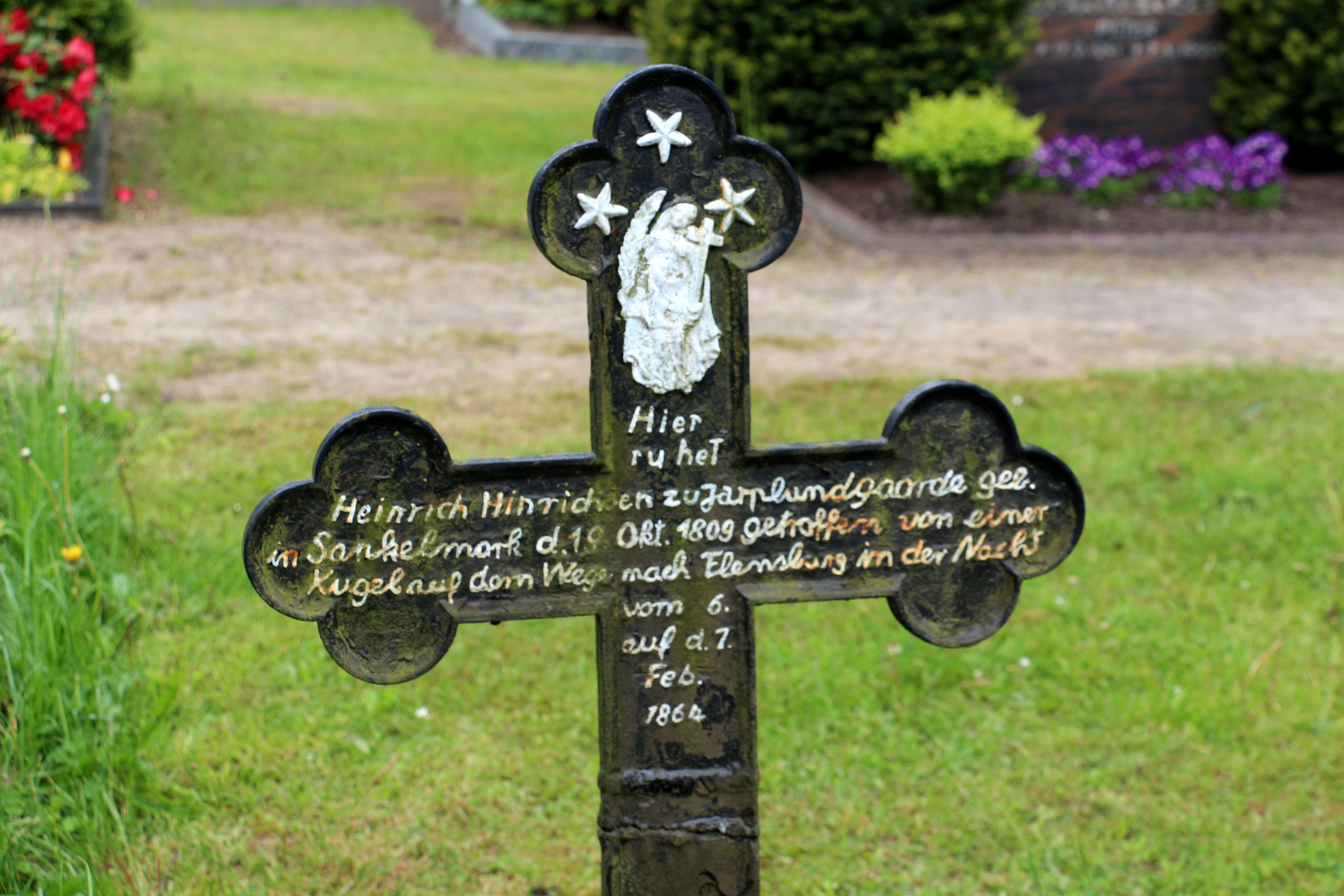
Grabkreuz für einen durch eine verirrte Kugel getroffenen Einwohner auf dem Oeverseer Friedhof